# John Rahm
Pour les articles homonymes, voir Rahm.
Jon B. Rahm  (Virginie, 8 janvier 1854 - Omaha, Nebraska, 28 juillet 1935) est un golfeur américain. En 1904, il remporta une médaille de bronze en golf aux Jeux olympiques de St. Louis, dans la catégorie par équipe.